# Николаевский собор (Белосток)
Свято-Николаевский собор (пол. Sobór św. Mikołaja) — православный храм в городе Белостоке (Польша), кафедральный собор Белостокской и Гданьской епархии Польской православной церкви. При храме действует приход Святого Николая.
Собор был возведён в 1843—1846 годах на месте старой униатской церкви, основанной, вероятно, в первой половине XVIII века. В 1846 году новый храм освятил митрополит Виленский и Литовский Иосиф. Между двумя мировыми войнами собор был одной из двух действующих православных церквей в городе. С 1951 года является кафедральным собором Белостокской и Гданьской епархии. С 1992 года в ней хранятся хранятся мощи святого Гавриила Заблудовского. Здание построено в стиле классицизма, типичного для архитектуры православных церквей Российской Империи второй половины XVIII и первых десятилетий XIX века.
Собор расположен в центре Белостока. Внесён в реестр памятников 24 января 1957 года под № А-200.

## История

### Первая церковь Святого Николая
Первая церковь Святого Николая в Белостоке, расположенная недалеко от нынешнего собора, была подворьем церкви в Долидах. По некоторым источникам, она существовала уже в XVI веке. По другим данным, супруги Ян Климент и Екатерина Варвара Браницкие основали униатскую церковь Святого Николая до 1727 — с этого года сохранился документ, в котором Браницкий предлагает 25 злотых для её настоятеля в интенции своих умерших родственников. Это старейшее упоминание о функционировании униатского храма в Белостоке. Однако, вероятным является также и то, что первую униатскую церковь построил Стефан Николай Браницкий в 1694—1696-х годах. За такую версию, представленную Пшемыславом Чижевским, свидетельствует надпись на церковном антиминсе, который был подписан епископом Левом (Заленским) в 1708 году.
Здание находилось на тогдашней ул. Хороскей, у Хороских Ворот, было деревянным, окрашенным в жёлтый и серый цвет, с красными куполами. В 1773 здание описывается следующим образом:

drewniana, wapnem tynkowana, dachówką kryta, z trzema kopułami, z krzyżami żelaznymi, gałkami pozłacanymi
 В том же описании, являющемся частью протокола осмотра долидского прихода, написано, что в храме находились три алтаря: главный, с иконой Пресвятой Девы Марии с двумя серебряными коронами, и два боковых, посвящённые, соответственно, Христу Спасителю и святому Николаю. Архитектурно церковь была очень близка к построенным в то время католическим церквам западного обряда: она имела квадратный притвор с западной стороны, прямоугольный неф и более узкий, по сравнению с нефом, алтарь. Церковь имела 14,2 метра в длину и 6,2 метра, в ширину.

### В Российской империи
Строительство нового храма было связано с увеличением числа жителей Белостока в результате развития местной промышленности, а также с увеличением числа православных, вследствие ликвидации униатской Церкви в Российской Империи (кроме Холмской епархии) и притока российских чиновников. В октябре 1838 года выполнение проекта храма было поручено архитектору Михайловому, однако, нет убедительных доказательств, что именно он является автором плана здания. В 1840 году был утверждён проект нового храма. 21 марта 1843 года краеугольный камень новой церкви освятил настоятель Супрасльского монастыря, архимандрит Никодим. В 1843—1846 годах рядом со старой деревянной церковью, была построена новая, а после окончания работ ветхий храм разобрали. Также было ликвидировано кладбище, которое первоначально окружало Николаевскую церковь, а сохранившиеся надгробия перенесли на холм, где расположена каплица Святой Марии Магдалины. Общая стоимость строительства составила более 36 тысяч рублей серебром, из которых почти 3 тысячи было выделено из казны. Новый храм с самого начала своего существования был центром православного прихода, взяв на себя функции основанной в 1830 году часовни Святого Александра Невского во дворце Браницких.
Новый храм был возведён в стиле классицизма, с элементами, характерными для архитектуры античности и византийских крестово-купольных храмов. Строительными работами руководил Давид Заблудовский. В 1846 году храм был сдан в эксплуатацию и освящён митрополитом Виленским и Литовским Иосифом. Церковь стала вторым кафедральным собором Виленской и Литовской епархии. В 1850 храм получил комплект необходимой увари. Согласно инвентаризации 1859 года, на колокольне было пять колоколов; в храме находилась Белостокская Икона Божией Матери, почитавшаяся как православными, так и католиками. Первый ремонт был сделан в 1868—1872 годах.
25 августа 1897 года церковь посетили император Николай II и его супруга Александра Фёдоровна. На память об их посещении собор получил от частных лиц пожертвования на покупку Евангелия в серебряной оправе. Интерьер собора с самого начала его работы украшали фрески, но изначальная композиция была уничтожена ещё до 1910 года. В упомянутом году группа русских художников под руководством Михаила Авилова заново расписала храм, опираясь на работы Виктора Васнецова во Владимирском соборе в Киеве. В 1910 году был проведён также капитальный ремонт храмовой крыши.
В 1900 году, в связи с изменением границ епархий, церковь в Белостоке оказалась в Гродненской епархии и стала её вторым кафедральным собором. 24 октября 1910 года, после окончания ремонта, храм был вновь освящён епископом Гродненского и Брестским Михаилом.

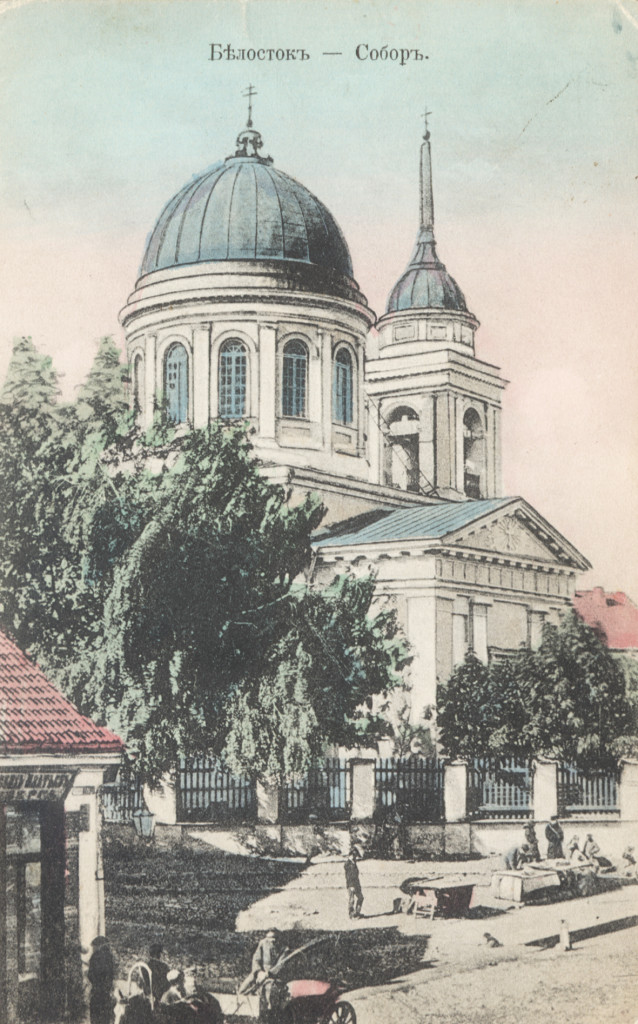
Начало 1910-х гг.
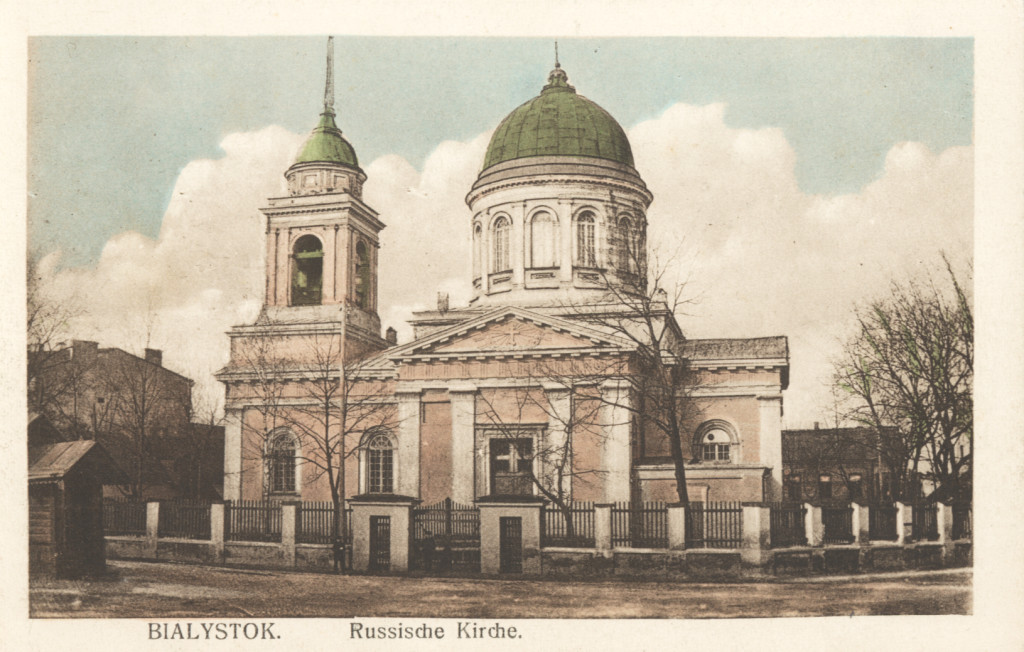
Середина 1910-х гг.
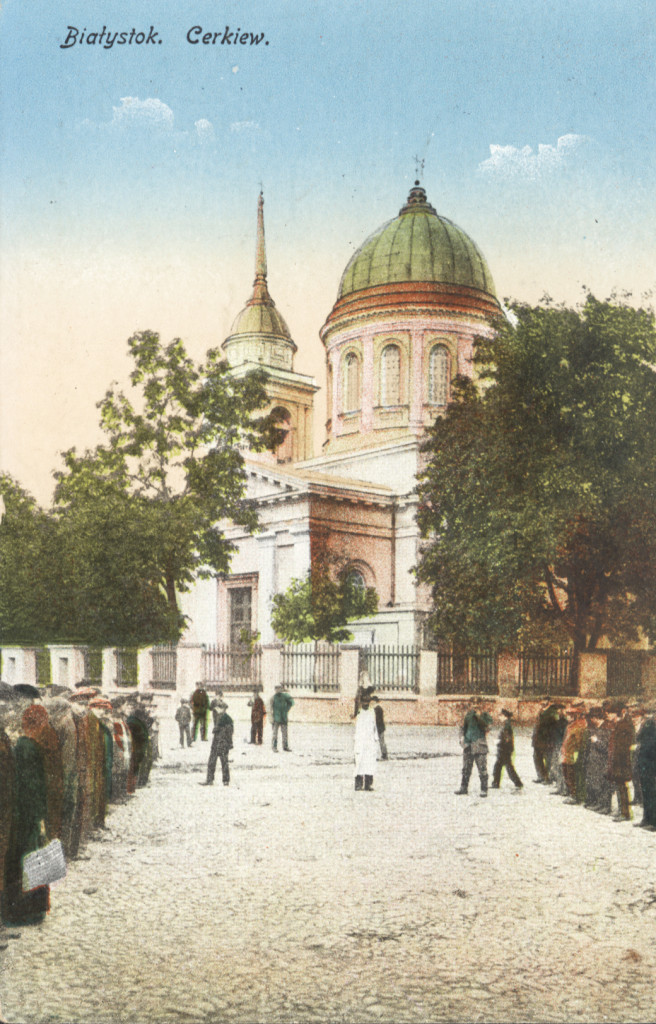
Конец 1910-х гг.
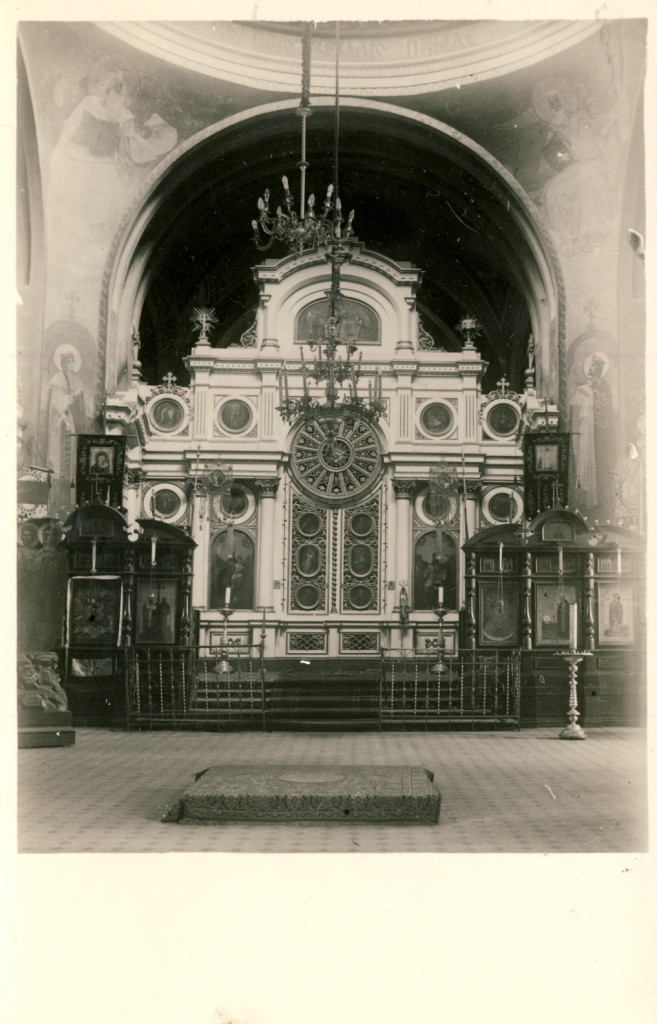
Иконостас в 1910-х годах

### В независимой Польше
После обретения независимости большинство православных храмов в Белостоке было признано символом политики русификации и передана католической церкви, но Николаевский собор остался православным.
11 июля 1936 года в Белосток привезли Почаевскую икону Божией Матери. В отправленном перед ней молебне в Николаевской церкви принимали участие полторы тысячи человек. Два года спустя в храме проходило празднование 950-летия крещения Руси.
До 1951 года Николаевская церковь была простым приходским храмом. 7 сентября 1951 года, когда Собор Епископов Польской православной церкви образовал Белостокскую и Гданьскую епархию, храм получил статус кафедрального собора. В 1955—1958 годы церковь была отремонтирована. Обновлены внешние стены и алтарь, а в подвале собора устроили церковь Святого Серафима Саровского. В первые годы после Второй мировой войны Министерство общественной безопасности вело наблюдение за духовенством собора в рамках дела под кодовым названием Николай. С 1975 по 1976 обновлены внутренние стены церкви. Реставрация и консервация фресок Авилова оказалась невозможной, поэтому было решено устранить их и заново расписать собор. Только в алтаре сохранилась фреска Авилова с образом Воскресшего Христа. Новые росписи выполнил Йозеф Лотовский.
В 1987 году собор посетил патриарх Константинопольский Димитрий, а год спустя в нём состоялись празднования тысячелетия крещения Руси под председательством митрополита Варшавского и всей Польши Василия. В июне 1991 года церковь посетил папа Иоанн Павел II.
В 1988—1990 годах в соборе проводились очередные ремонтные работы. Во время этой реставрации заменена наружная штукатурка здания, обновлены и позолочены киоты и иконостас, покрыты медной жестью крыша и купола. С 1991 по 1995 годы проводились работы по обустройству окружающей территории.

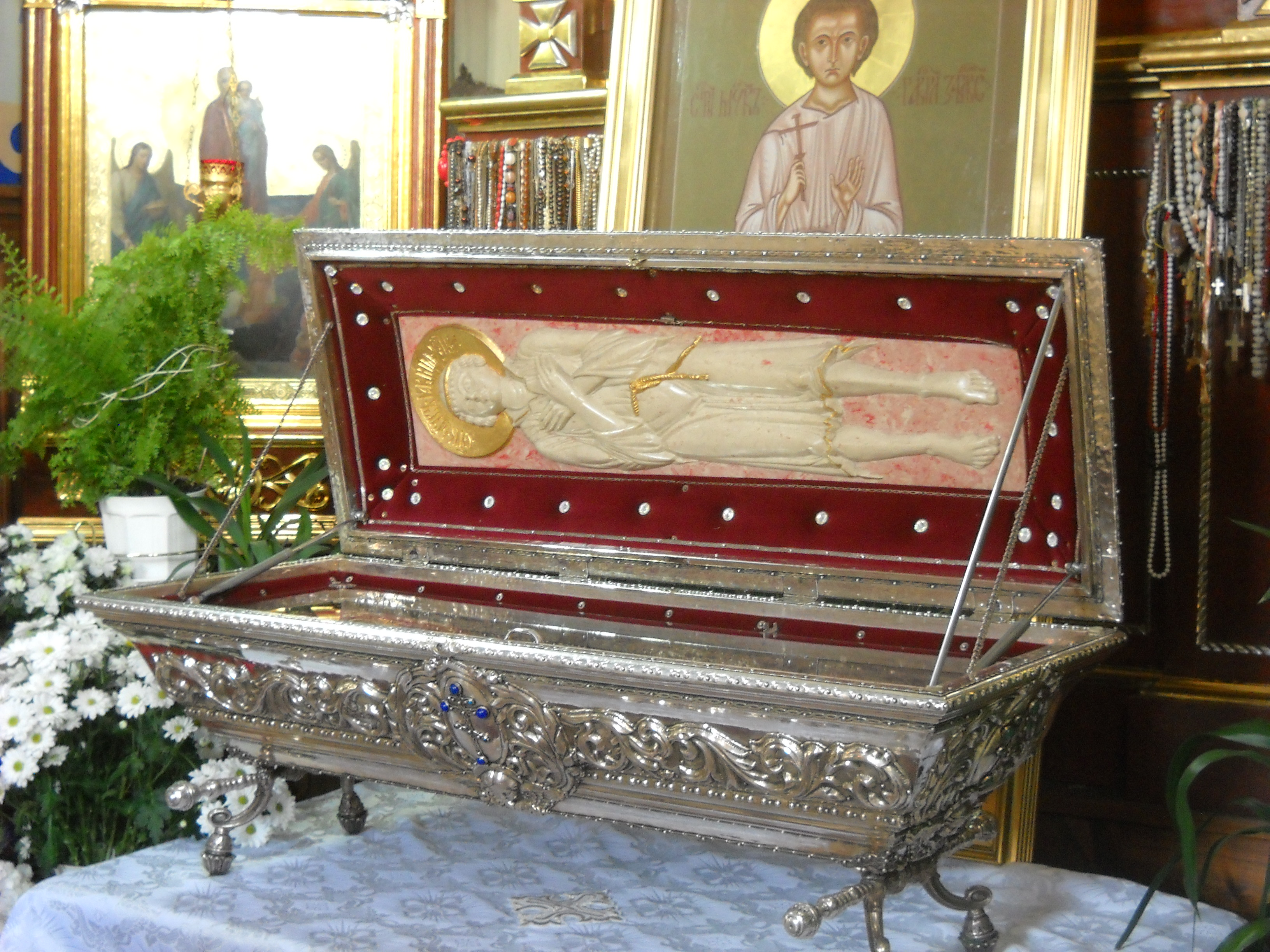
Мощи Гавриила Заблудовского

21-22 сентября 1992 года в соборе проходили торжества перенесения мощей святого Гавриила Заблудовского, ранее хранившихся в Гродно и переданных Польской православной церкви епископом Гродненским и Волковысским Валентином. В процессии от границ города до собора приняло участие более 70 тысяч верующих и девять православных епископов от Польской православной церкви и Белорусского экзархата, а также католический архиепископ Белостокский Эдвард Кисель и воевода Белостокский.
В июне 2010 года собор посетил патриарх Иерусалимский Феофил III, 18 августа 2012 года — предстоятель Русской Православной Церкви, патриарх Московский и всея Руси Кирилл, а 21 августа 2016 — патриарх Антиохийский Иоанн X.

## Архитектура

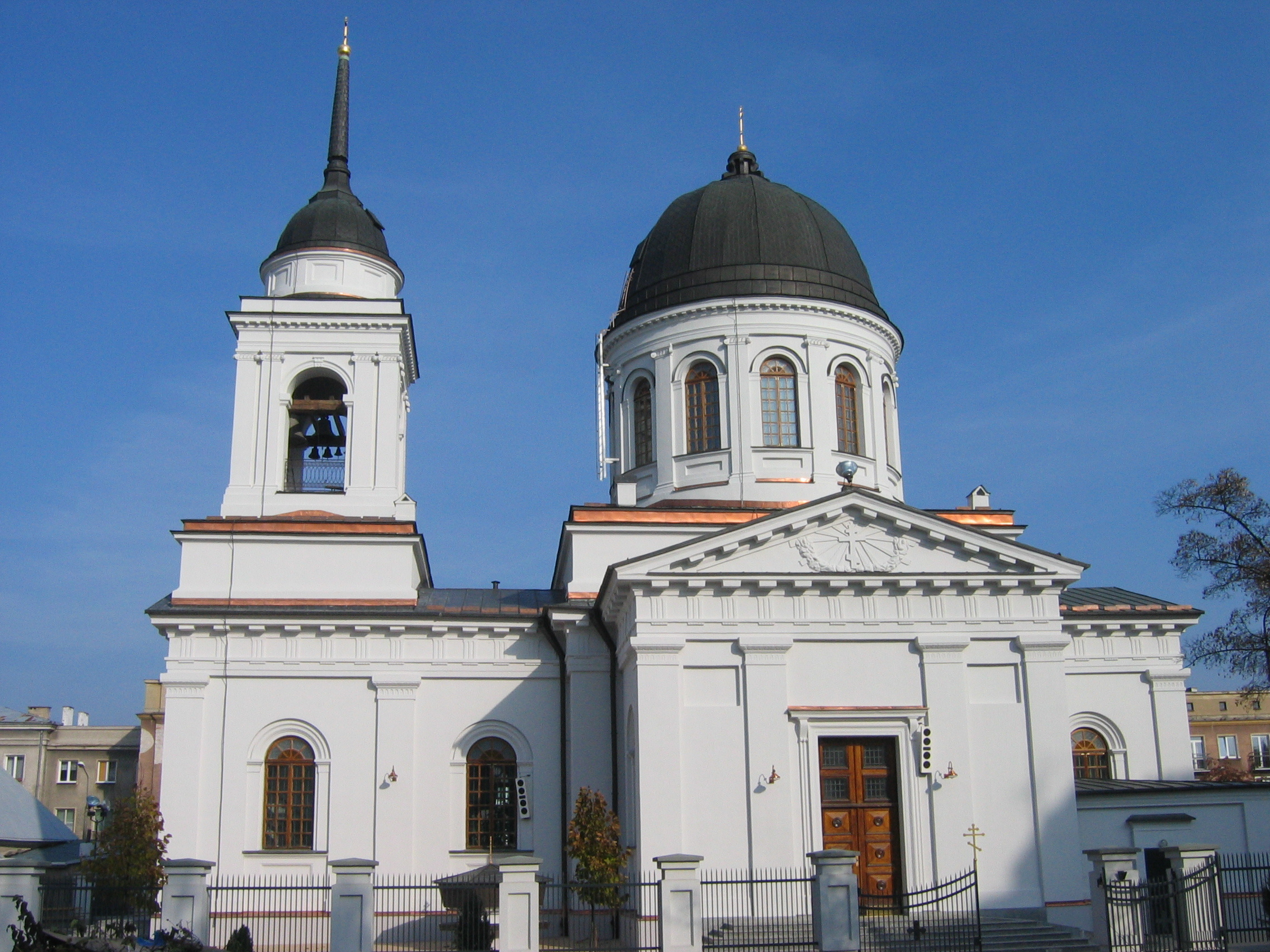
Вид с южной стороны

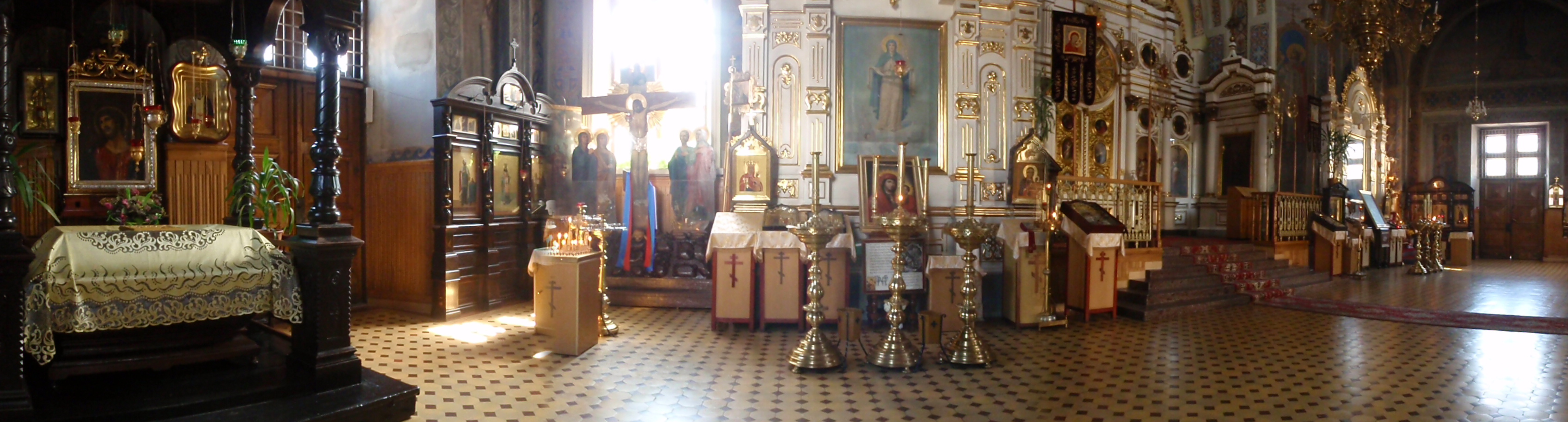
Панорамный вид интерьера собора

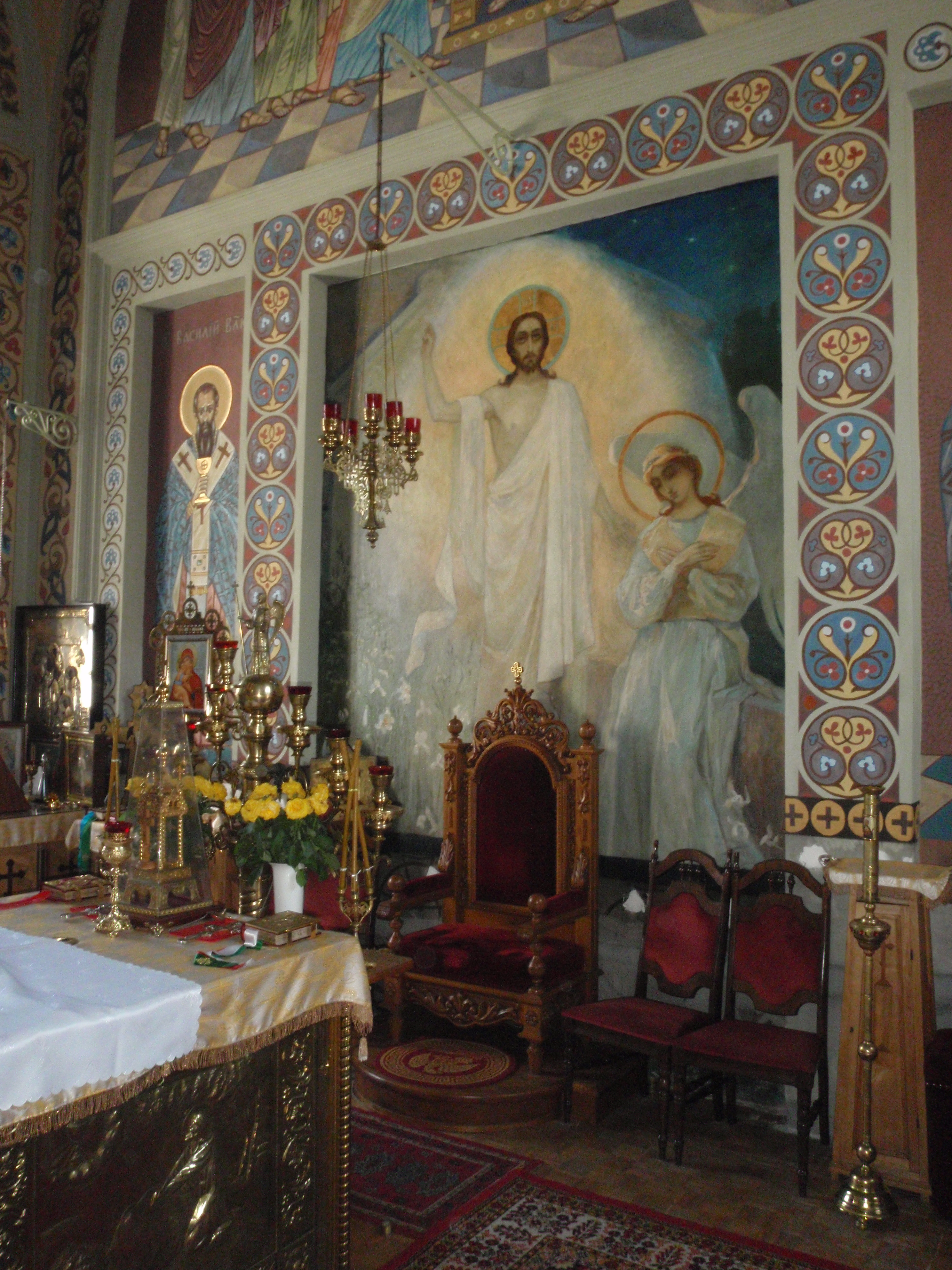
Фреска Авилова в алтаре собора

Собор был построен в стиле классицизма, в плане имеет форму греческого креста и является типичным для православной храмовой архитектуры Российской Империи середины XVIII — середины XIX веков. Ежи Усьцинович сравнивает его с Яблочинским монастырём и церковью Успения Божией Матери в Заблудове и называет в качестве образцов, послужившим вдохновением для всех трёх храмов Спасо-Преображенский собор в Днепропетровске, собор Святых Петра и Павла в Гомеле, а также главную церковь Спасо-Преображенского монастыря в Новгород-Северском (все были созданы в конце XVIII или в начале XIX века).
На внешних стенах церкви находятся пилястры с дорическими капителями, украшенные растительными мотивами. Храм имеет один центральный полусферический купол на высоком постаменте. Над притвором возвышается колокольня. Купол церкви изначально был покрашен в синий цвет, а крыша была красной. Храм имеет четыре входа: главный с западной стороны, два боковые с севера и с юга, и вход в ризнице. Главный вход украшает монументальный портик.
Общая высота здания составляет 40 метров.

### Интерьер
Иконостас Николаевского собора датируется 1846 годом и является работой виленской школы. Справа от Царских врат размещён образ Христа, слева — Божией Матери. На двух диаконских дверях расположены иконы архангелов Михаила и Гавриила. Царские врата украшены четырьмя круглыми иконами с образами евангелистов и двумя овальными со сценой Благовещения. Два верхних ряда содержат по четыре иконки из цикла двунадесятых праздников. Над царскими вратами в розетке расположено аллегорическое изображение Святого Духа в виде голубя, а над ним, сделанный в 1900 году, список Почаевской иконы Божией Матери. Всё это венчает икона, изображающая Тайную Вечерю.
Помимо икон, размещённых в иконостасе, в соборе есть и другие, происходящие из разных периодов. Среди них особое значение имеют иконы Покрова Божией Матери, в северном нефе, Христа Вседержителя в южном нефе, икона святого Николая (время создания неизвестно) и копия иконы Божией Матери «Всех Скорбящих Радость». Начиная с XVIII века особо почитаема была Белостокская икона Божией Матери, вариант Смоленской иконы Божией Матери. Она была вывезена в Россию священнослужителями в 1915 году; её дальнейшая судьба неизвестна. По состоянию на 2017 год этот образ заменяет его точная копия, которая была создана после 1945 года. Иконы, созданные для нужд церкви в период её строительства, написал московский иконописец Адриан Малахов.
Интерьер собора украшен фресками авторства Йозефа Лотовского, выполненными в 1975—1976 годах. Они представляют, соответственно: Христа, искушаемого в пустыне (на южной стене), Христа, молящегося в Гефсимании (на северной стене), Рождество Господне и Распятие (над окнами). На южных дверях видны образы святого Пантелеимона и Георгия Победоносца, а на северных — святых Екатерины и Варвары. В западной части центрального нефа, над окнами, расположены изображения Виленских мучеников, Иова Почаевского, Серафима Саровского и Сергия Радонежского. На северной стене, над окнами, видны образы святой Софии с дочерьми Верой, Надеждой и Любовью, святого Онуфрия, святой Анны и святой Марии Магдалины. На стенах притвора представлены сцены из жизни святого покровителя собора — святого Николая Мирликийского. Над хором, находится фреска, изображающая Страшный Суд, ниже балкона — образ святых Кирилла и Мефодия. В куполе расположен Деисус — Христос Вседержитель в окружении Богоматери и Иоанна Крестителя. На двенадцати колоннах между окнами в барабане находится изображения апостолов. На парусах представлены фигуры четырёх евангелистов, а под ними, в углах стен, — святых равноапостольных Константина, Елену, Ольгу и Владимира.
С самого начала функционирования церкви в ней находятся три кафельные печи, а в 1880 году были установлены ещё пять железных.

## Нижняя церковь
В подвале церкви находится храм Серафима Саровского. В нём размещён иконостас начала XX века, состоящий из четырёх икон: Христа, Богоматери, Серафима Саровского и Александра Невского. Он первоначально находился в церкви Святого Серафима Саровского, действовавшей в 1902—1918 годах, затем превращённой в костёл. Стены украшены изображениями больших православных праздников.
Адаптация подвала собора (бывшего подсобного помещения под алтарём) для богослужений была проведена 1955—1958 годах. Автором проекта устройства нижней церкви был Михаил Балаш. С 2005 года в нижней церкви в воскресенье служится Святая Литургия на польском языке, а 15 января и 1 августа также молебень святому покровителю. С 2008 году в храме находится икона Серафима Саровского с частицой его мощей.
Недалеко от собора, на улице св. Николая 3, находится дом епископа, в котором находится часовня в честь Святых Кирилла и Мефодия.